# تلخة دان (سر أسياب يوسفي)
تلخة دان (بالفارسية: تلخه‌دان) هي قرية تقع في إيران في قسم سر أسياب يوسفي الريفي. يقدر عدد سكانها بـ 114 نسمة .